# ديفيد شيلدز
ديفيد شيلدز (بالإنجليزية: David Childs)‏ (1941 في نيوجيرسي) مهندس معماري أمريكي. اشتغل لصالح شركة هندسة معمارية في نيويورك هي سكيدموري، أوينغس وميريل. طور مع المهندس المعماري دانيال ليبسكند المخطط الهندسي لبرج الحرية في نيويورك.

## حياته
درس في كلية ييل للهندسة المعمارية. في عام 1971 ذهب إلى سكيدموري، أوينغس وميريل في واشنطن، أحد أكبر مكاتب الهندسة المعمارية في العالم. انضم إلى لجنة التخطيط الوطنية من عام 1975 حتى عام 1982. كما كان عضوًا في الأكاديمية الأمريكية في روما والمعهد الأمريكي للمهندسين المعماريين.
في عام 1984 انتقل إلى مكتب نيويورك لشركة سكيدموري، أوينغس وميريل أين عمل منذ ذلك الحين عدد من المشاريع الهامة. كما ساهم على المستوى العالمي في إنجازات مثل مطار بن غوريون الدولي، وسفارة أمريكا في أوتاوا.